# Lex specialis
Een lex specialis (Latijn voor bijzondere wetgeving) is een wet, die voorrang krijgt boven de algemene wetgeving (de lex generalis). In het Latijn luidt dit principe lex specialis derogat legi generali of lex specialis derogat generalibus. De voorrang van de speciale uitzonderingsregel op de algemene regel wordt wel de specialiteitsregel genoemd.
De bijzondere wet kan noodzakelijk zijn om één speciale situatie te regelen, die ook onder de algemene regelgeving valt. Maar met een lex specialis kan maatwerk geleverd worden.
Voorbeelden in Nederland zijn de Tracéwet (uitkleden procedures om besluitvorming over infrastructurele projecten als de Betuweroute te versnellen) en de Noodwet vijfde baan (uitkleden onteigeningsprocedures om Polderbaan versneld te kunnen aanleggen).
In België vormt het handelshuurrecht een lex specialis op het gemeen huurrecht. Ook het arbeidsovereenkomstenrecht vormt een bijzonder recht op het verbintenissenrecht.